# Eutropis tytleri
Eutropis tytleri là một loài thằn lằn trong họ Scincidae. Loài này được Theobald mô tả khoa học đầu tiên năm 1868.